# Penude
Penude is een plaats (freguesia) in de Portugese gemeente Lamego en telt 1807 inwoners (2001).